# Daniele Pantano
Daniele Pantano (* 10. Februar 1976 in Langenthal) ist ein Schweizer Dichter, Schriftsteller und Übersetzer, der auf Englisch schreibt.

## Ausbildung und Beruf
Pantano studierte an der University of South Florida (B.A. Philosophie, M.A. Creative Writing). Von 2003 bis 2007 unterrichtete Pantano das Schreiben von Lyrik und Gegenwartsliteratur an der University of South Florida und, als Visiting Poet-in-Residence, am Florida Southern College. Von 2008 bis 2012 war Pantano Senior Lecturer in Creative Writing und Programme Leader for Creative Writing an der Edge Hill University in England, wo er 2012 zum Reader in Poetry and Literary Translation befördert wurde. Pantano war von 2014 bis 2017 als Director of Global Relations bei VanessaPlace Inc. tätig und ist seit 2018 Associate Professor (Reader) in Creative Writing und Programme Leader for the MA Creative Writing an der University of Lincoln in England.

## Texte / Werk
Gedichtsammlungen
- The Oldest Hands in the World, Black Lawrence Press, 2010, ISBN 978-0-9826364-8-0
- Dogs in Untended Fields, Wolfbach Verlag, Basel, 2015, ISBN 978-3-905910-67-4
- Home for Difficult Children, Broken Sleep Books, 2022, ISBN 978-1-915079-65-7

Aufsätze
- Kindertotenlieder, Hesterglock Press, 2019, ISBN 978-0-464-66630-1

Gedichtbroschüren, Sammelalben, Kurzbücher
- Mass Graves XIV – XXII  (2011)[1]
- Mass Graves: City of Now  (2012)[2]
- Ten Million and One Silences, etk books, 2021, ISBN 978-3-03947-001-3

Konzeptionelle Arbeiten
- Orakl, Black Lawrence Press, 2017, ISBN 978-1-62557-900-3
- Waldeinsamkeit (13)  (2018)[3]
- Himmel-Bimmel-Bam-Bam, etk books, Bern, 2022, ISBN 978-3-905846-66-9
- 333, etk books, 2022, doi:10.17436/etk.c.060

Übersetzungen (Deutsch-Englisch)
- The Possible is Monstrous: Selected Poems by Friedrich Dürrenmatt  (2010)[4]
- Oppressive Light: Selected Poems by Robert Walser Black Lawrence Press, 2012, ISBN 978-1-936873-18-0
- Robert Walser: Fairy Tales  (with James Reidel), New Directions, 2015  ISBN 978-0-8112-2398-0
- Robert Walser: Comedies, Seagull Books, London, 2018, ISBN 978-1-80309-049-8
- Robert Walser: The Poems, Seagull Books, 2022, ISBN 978-0-85742-469-3
- Georg Trakl: The Damned, Broken Sleep Books, 2023, ISBN 978-1-915079-55-8